# Ricardo Aguilar Castillo
Ricardo Aguilar Castillo (5 de agosto de 1970) es un político mexicano, miembro del Partido Revolucionario Institucional, ha sido presidente municipal de Jilotepec y es diputado federal para el periodo de 2018 a 2021.

## Reseña biográfica
Ricardo Aguilar Castillo es licenciado en Derecho egresado de la Universidad Autónoma del Estado de México.
Inició su actividad política en 1992 como presidente del comité municipal del PRI en Jilotepec. De 2000 a 2003 fue presidente municipal de Jilotepec y de 2003 a 2005 fue diputado a la LV Legislatura del Congreso del Estado de México por el distrito 14 local. 
Solicitó licencia a ese cargo en 2005 al ser nombrado secretario del Trabajo del gobierno del estado de México en la administración encabezada por el gobernador Enrique Peña Nieto. Permaneció en el cargo hasta 2006 en que pasó a la presidencia estatal del PRI hasta 2011, durante todo el resto de la gubernatura de Peña Nieto.
Pasó en 2011 al comité ejecutivo nacional del PRI, donde fue secretario general interino, secretario de organización y secretario regional, todo entre 2011 y 2012.
El 1 de diciembre de 2012 Enrique Peña Nieto asumió la presidencia de la República y nombró a Ricardo Aguilar Castillo como subsecretario de Alimentación y Competitividad de la Secretaría de Agricultura, Ganadería, Desarrollo Rural, Pesca y Alimentación, permaneciendo en el cargo hasta 2018 siendo titulares de la misma Enrique Martínez y Martínez y José Calzada Rovirosa.
Renunció a la subsecretaría en 2018 y fue postulado candidato a diputado federal por el distrito 1 del estado de México por el PRI; siendo electo a la LXIV Legislatura que culminará en 2021 y siendo en ella secretario de la comisión de Federalismo y Desarrollo Municipal e integrante de las de Gobernación y Población y de Salud.